# Klas Hugo Bergendahl
Klas Hugo Bergendahl (i riksdagen kallad Bergendahl i Växjö),, född 28 november 1851 i Borås församling, Älvsborgs län, död 4 april 1920 i Bollebygds församling, Älvsborgs län (folkbokförd i Växjö församling, Kronobergs län), var en svensk borgmästare och riksdagspolitiker. Bergendahl var borgmästare i Växjö stad från 1891 och ledamot av riksdagens andra kammare 1903–1906 samt därefter av dess första kammare 1907–1912. I riksdagen skrev han 13 egna motioner, bland annat kvinnofrågor: större möjlighet för gift kvinna om att idka handel eller annat näringsyrke liksom att vara förmyndare för make som förklarats omyndig. En motion avsåg inrättande av ett statligt penninglotteri, en annan att arbetarförsäkringsfonden delvis skulle användas till egnahemslån.